# Cyperus baoulensis
Cyperus baoulensis är en halvgräsart som beskrevs av Georg Kükenthal. Cyperus baoulensis ingår i släktet papyrusar, och familjen halvgräs. IUCN kategoriserar arten globalt som otillräckligt studerad. Inga underarter finns listade i Catalogue of Life.